# Koronczarka (obraz Jana Vermeera)

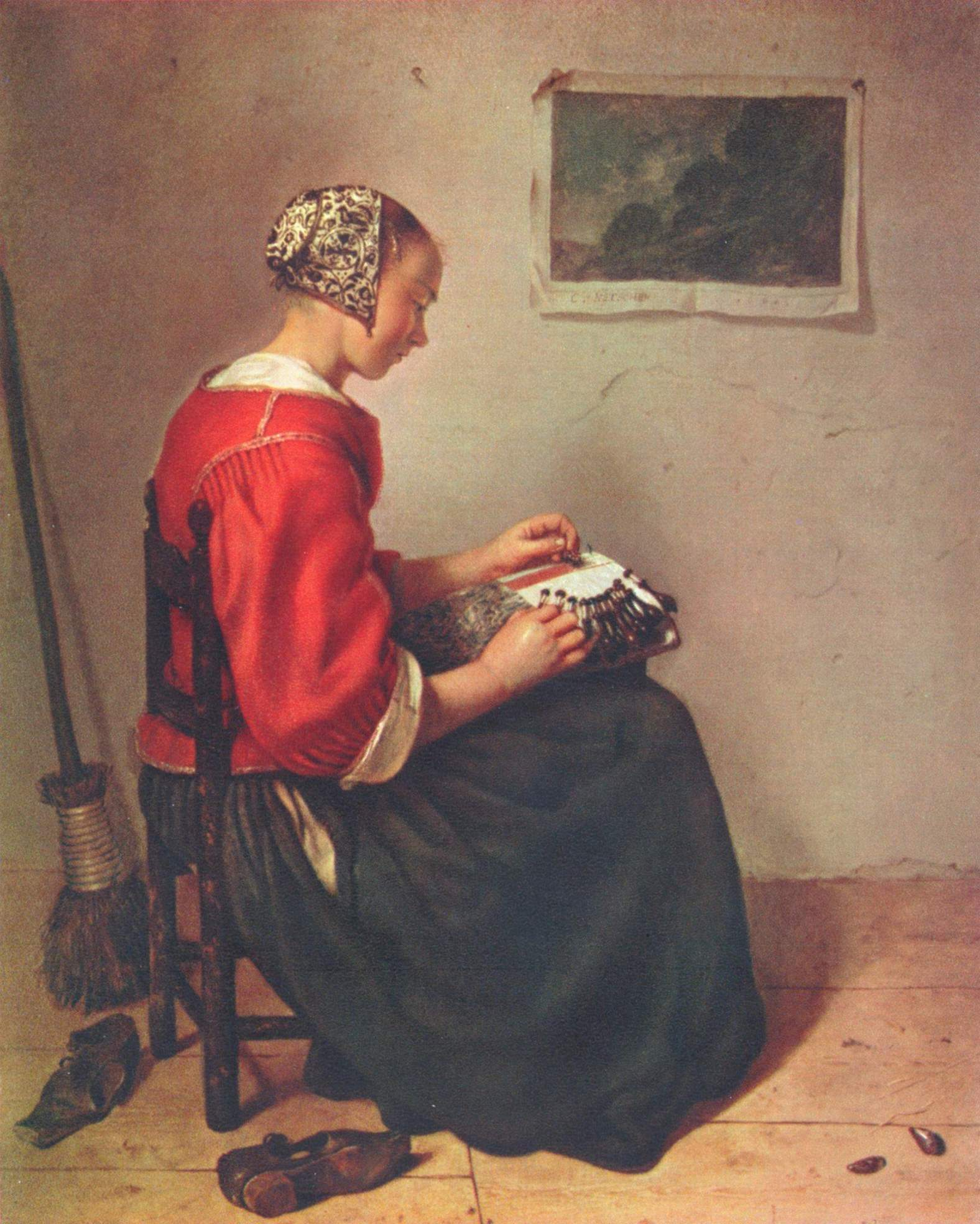
Caspar Netscher, Koronczarka, 1664

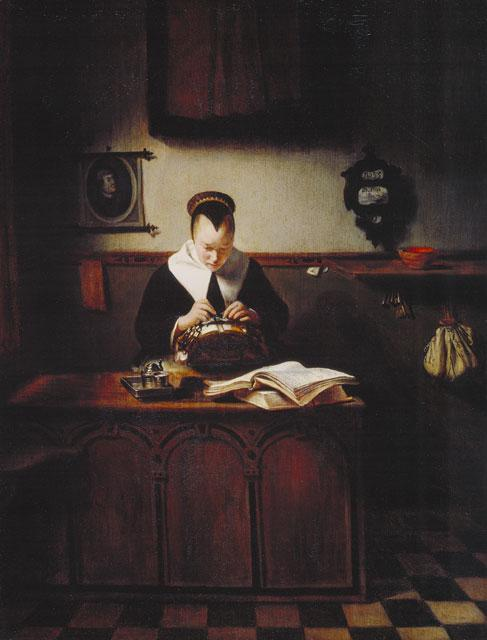
Nicolaes Maes, Koronczarka, 1655

Koronczarka (niderl. De kantwerkster) – obraz Jana Vermeera datowany na lata ok. 1669–1671; wykonany techniką olejną na płótnie, sygnowany I Meer w lewym górnym rogu („I” nad „M”).
Obraz znajduje się na liście dzieł z kolekcji Dissiusa, które sprzedano w 1696 roku. Opisany jest tam jako pani wykonująca koronkę. Następnie wielokrotnie zmieniał właścicieli, od 1870 znajduje się w Luwrze.
Jest to, z wyjątkiem obrazów o wątpliwej atrybucji, najmniejszy obraz w dorobku Vermeera. Żaden z jego boków nie przekracza 25 cm.
Wykonywanie koronek było uważane od średniowiecza za zajęcie typowo kobiece. Przedstawienia tego typu były popularne w malarstwie rodzajowym, zwłaszcza u Nicolaesa Maesa i miały ukazywać młode, cnotliwe kobiety przy pracy. Tak też jest u Vermeera – o ile większość jego dzieł, przedstawiających zajęcia kobiet, krytykuje różne przywary, m.in. próżność i pijaństwo, o tyle Koronczarka oraz dwa inne płótna: Mleczarka i Kobieta z dzbanem, ukazują pozytywne wzorce. Oto młoda dziewczyna wykonuje koronki i zajęciu temu jest zupełnie oddana. Skoncentrowana na swojej pracy, wzrok ma spuszczony i skupiony na miniaturowym warsztacie pracy. Albert Blankert napisał:
Rzadko kiedy w dziejach sztuki umiano tak doskonale oddać absolutną koncentrację człowieka zajętego swą pracą, jak to uczynił Vermeer w tym małym obrazku. Dokonał tego poprzez taki dobór punktu obserwacji modela, że cała uwaga widza skupia się tylko na twarzy i dłoniach dziewczyny, całe otoczenia zaś, które mogłoby tę uwagę rozpraszać, odwracać od jej spokojnego zajęcia, usunięte zostało poza ramy przedstawienia. Odwrotnie uczynił Caspar Netscher i porównanie obu dzieł uświadamia ogrom różnicy między dwoma możliwymi ujęciami tego tematu.
Dziewczyna pracuje przy specjalnym stole, przystosowanym do robienia koronek. Obok, na stole przykrytym kolorowym dywanem – częstym elementem płócien Vermeera, znajduje się książka (prawdopodobnie Biblia lub modlitewnik) oraz duża, niebieska poduszka krawiecka. Z otwartej poduszki wystają białe i czerwone nici o niezwykle płynnej, niemal abstrakcyjnej formie. Vermeer w ten sposób odtwarza zjawisko optyczne polegające na tym, że przedmioty usytuowane najbliżej widza zdają się być rozmazane i w efekcie kieruje jego wzrok na samą koronczarkę. Znalezienie analogicznego rozwiązania w dorobku Vermeera jest trudne i właściwie najbliższy efekt widoczny jest na obrazie Dziewczyna w czerwonym kapeluszu (rzeźbiony lew). Przypuszcza się, że w obu przypadkach malarz wykorzystał camera obscura. Wskazuje na to także nietypowa kompozycja, różniąca się od bardziej tradycyjnych dzieł Caspara Netschera czy Nicolaesa Maesa, przedstawiających ten sam temat.